# 전일순
전일순(田鎰珣, 1932년 10월 1일, 충청남도 논산시 논산면 ~ )은 대한민국의 정치인으로 충청남도 논산시 출생이다. 충남대학교 철학과 학사 학위하고, 전직 행정공무원 제1·2대 논산시장을 역임했다.

## 생애
1932년 충청남도 논산군 논산면에서 태어났다. 논산부창국민학교, 논산중학교, 논산공업고등학교, 충남대학교 철학과를 졸업하였다. 충남대학교 졸업 후 충청남도청 등에서 지방공무원으로 근무하였다. 논산군 부군수, 부여군 부군수, 예산군 부군수 등을 지냈다. 1995년 제1회 전국동시지방선거에서 자유민주연합 후보로 충청남도 논산군수 선거에 출마하여 당선되었다. 1998년 제2회 전국동시지방선거에서 국민신당 후보로 논산시장 선거에 출마하여 당선되었다. 그러나 공직선거법 위반으로 2000년 시장직을 상실하였다.

## 학력
- 1939.03 ~ 1945.02 논산부창국민학교 졸업
- 1945.03 ~ 1948.02 논산중학교 졸업
- 1948.03 ~ 1951.02 논산공업고등학교 졸업
- 1951.03 ~ 1955.02 충남대학교 철학과 학사 졸업

## 경력
- 1961.03 은진면 공직생활시작
- 1965.03 부적면 총무계장
- 1970.04 논산군 도시계장
- 1974.07 충청남도 논산읍 부읍장
- 1978.04 충청남도 논산군 문화공보실장
- 1979.05 충청남도 논산군 사회과장, 공주시 내무과장
- 1985.02 충청남도 논산군 내무과장
- 1985.08 충청남도 천안시 사회산업국장
- 1986.03 충청남도 논산군 부군수
- 1988.06 충청남도 부여군 부군수
- 1993.12 충청남도 예산군 부군수
- 1995.07 ~ 1996.02 제31대 충청남도 논산군수
- 1996.03 ~ 1998.06 제1대 충청남도 논산시장
- 1998.07 ~ 2000.11 제2대 충청남도 논산시장

## 수상
- 1979.05 대한민국 녹조근정훈장 서훈

## 역대 선거 결과
|  | 67.81% |

|  | 36.46% |

| 전임 김두희 | 제31대 충청남도 논산군수 1995년 7월 1일 ~ 1996년 2월 29일 | 후임 (시 승격) |

| 전임 (시 승격) | 제1·2대 충청남도 논산시장 1996년 3월 1일 ~ 2000년 11월 10일 | 후임 (권한대행)박찬우 (재보궐)임성규 |